# DAZN Group
Die DAZN Group (bis 2019 Perform Group) ist ein globales Sport-Medienunternehmen mit Sitz in London im Vereinigten Königreich. Das Hauptgeschäft ist der Streamingdienst DAZN. An den Sportportalen Goal, Spox und sportal.de hält die DAZN Group Minderheitsbeteiligungen.
Hinter der DAZN Group steht der Mehrheitseigner Access Industries, eine US-amerikanische Beteiligungsgesellschaft, die vom ukrainischstämmigen Milliardär Leonard Blavatnik im Jahr 1986 gegründet wurde. Zum Access-Konglomerat gehören auch die Warner Music Group sowie Beteiligungen an den Musikdiensten Spotify und Deezer.

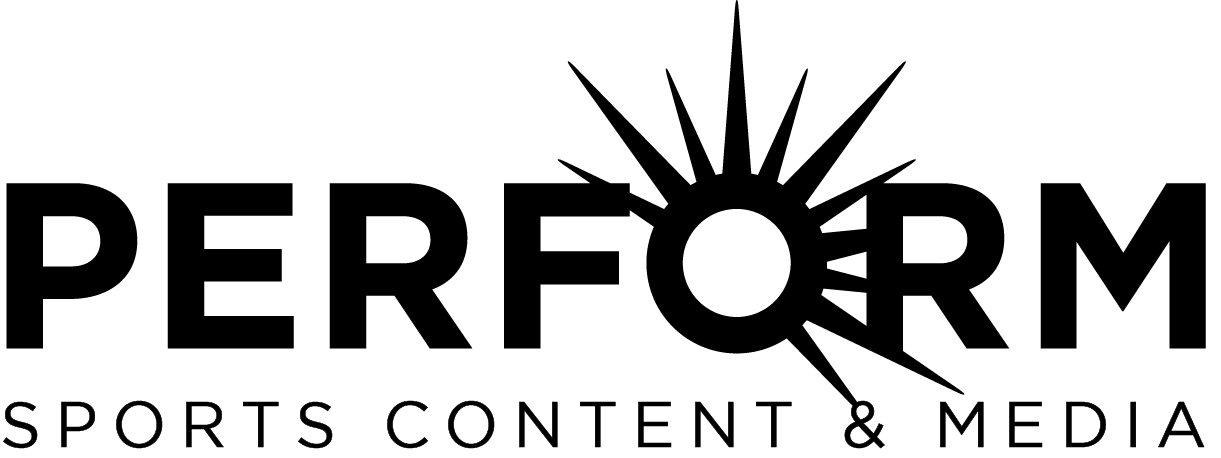
Ehemaliges Logo als Perform Group

## Geschichte
Die Perform Group wurde im September 2007 durch die Fusion zweier Unternehmen der Access-Gruppe geschaffen: Premium-TV Limited, ein Anbieter von Web- und Mobile-Lösungen für den Sportsektor, und der Inform-Gruppe, einer digitalen Sportrechteagentur. Das Unternehmen wurde im Januar 2008 unter der Leitung des Chief Executive Officer Simon Denyer und des ehemaligen Joint CEO Oliver Slipper umfirmiert.
Die Unternehmen Goal.com und Running Ball wurden im Februar 2011 und 2013 erworben. Zur Perform Group gehörten damals auch die Internetportale Spox.com und Sportal.de sowie Opta Sports (Datenerhebung).
2013 schloss die Perform-Gruppe ihre amerikanischen Unternehmen mit Sporting News zusammen, um Sporting News Media zu bilden, indem sie 65 % der Anteile übernahm. Sporting News ehemaliger Besitzer, die American City Business Journals, behielt 35 %.
Im Oktober 2018 benannte sich das Unternehmen in DAZN Group um und kündigte interne Umstrukturierungen an. Die Sportdatensparte um Opta Sports wurde dabei vom Geschäft um den Streamingdienst DAZN abgespalten und firmiert nach einem Verkauf 2019 als Stats Perform.
Die Sportnachrichten-Webseiten Goal, Spox und VoetbalZone wurden im September 2020 an die Integrated Media Company verkauft, die dem Beteiligungsunternehmen TPG Capital angehört. Die DAZN Group hält weiterhin eine Minderheitsbeteiligung.

## Geschäftsfelder
Die Perform-Gruppe ist eine Holdinggesellschaft von Unternehmen, die Unterhaltung im Bereich der digitalen Medien anbieten. Das operative Geschäft umfasst Content-Distribution, Abonnement, Werbung und Sponsoring sowie Technologie und Produktion.
2014 schloss die Perform Group mit der Women’s Tennis Association (WTA) einen 10-Jahres-Vertrag über eine halbe Milliarde Dollar ab. Damit bekommt die WTA 50 Mio. Dollar pro Saison.
2018 wurden gemeinsam mit Infront die Vermarktungsrechte an den Wettbewerben der Europäischen Handballföderation von 2020 bis 2030 für eine halbe Milliarde Euro erworben. Dies umfasst fünf Europameisterschaften und zehn Spielzeiten der Champions League, jeweils der Männer und Frauen.

## Unternehmensbereiche

### DAZN
Der Streamingdienst DAZN wurde 2016 von der Perform Group gegründet. Nach dem Erwerb der Übertragungsrechte für die Premier League und die J-League war DAZN ursprünglich in Deutschland, Österreich, Schweiz und Japan verfügbar, heute ist die Plattform weltweit in über 200 Ländern abrufbar.

### Ehemals
Goal
Die mehrsprachige Fußball-Nachrichtenwebseite Goal wurde 2006 übernommen. Ursprünglich 2004 gegründet, verkaufte die DAZN Group die Webseite 2020 mehrheitlich an die Integrated Media Company.

#### Spox
Die deutschsprachige Sport-Nachrichtenwebseite Spox wurde ursprünglich 2007 gegründet. Nach mehreren Eigentümerwechseln wurde die Spox Media GmbH 2011 von der Perform Group übernommen. Seit 2020 gehört Spox mehrheitlich zur Integrated Media Company.

#### Opta Sports
Opta Sports ist ein Unternehmen, welches mit Daten aus dem Bereich Sport handelt. Es wurde 1996 von Toby Russell unter dem Namen SportingStatz gegründet und im Jahr 2013 von der Perform Group übernommen. Seit 2019 gehört Opta zum ausgegliederten Unternehmen Stats Perform.
Opta Sports analysiert, speichert und vertreibt Live-Daten im Sportbereich bei über 60.000 Veranstaltungen in 30 Sportarten und in 70 Ländern.
Das Opta-Hauptquartier liegt in London, weitere Büros befinden sich in Leeds, München, Bassano del Grappa, Mailand, Paris, Madrid, Montevideo und Amsterdam.
Die von Opta erstellten Analysen werden in der Wettindustrie, in Online und Print, beim Sponsoring im Fernsehen und bei professionellen Analysen der Sportler gebraucht. Abnehmer der Daten sind z. B. Sky Sports, ESPN, der FC Arsenal, Oulala Fantasy Football, die neuseeländische Rugby-Union-Nationalmannschaft, Manchester City, William Hill, die Major League Soccer, The Guardian, Kickbase, BBC Sport und Castrol.
Opta betreibt mehrere Twitter-Accounts in verschiedenen Sprachen, die in verschiedene Sportarten getrennt sind.

## DAZN DACH
Die DAZN DACH GmbH ist das deutsche Tochterunternehmen der DAZN Group und für die Geschäfte in Deutschland, Österreich und der Schweiz (DACH) zuständig. Sie hat ihren Sitz in Ismaning im Landkreis München.
Die Gesellschaft wurde 2016 als Perform Investment Germany GmbH in Unterföhring gegründet. Die Eintragung in das Handelsregister beim Amtsgericht München erfolgte am 15. April 2016. Seit August 2016 befindet sich der Sitz in Ismaning. Ende 2019 wurde das Unternehmen in DAZN DACH umbenannt.
2018 hatte die Gesellschaft rund 100 Mitarbeiter und erzielte einen Umsatz von 68,6 Mio. Euro.